# A vesztaszűz
A Vesztaszűz (La vestale) Gaspare Spontini háromfelvonásos operája, az opera szövegkönyvét Étienne de Jouy írta Johann Joachim Winckelmann német régész 1767-ben írt Monumenti antichi inediti (Kiadatlan ókori emlékek) című műve nyomán, az opera ősbemutatójára 1807.december 15-én került sor a párizsi Théâtre National de la rue de la Loiban, majd 1824. december 24-én a Milánói Scalában. Magyarországon 2018. április 3-án adták elő az Erkel Színházban.
A zenei stílus Gluck hatását mutatja, és Berlioz, Wagner és a Francia Nagyopera műveit sejteti.

## Keletkezésének háttere
Spontini 1805 nyarára befejezte a La vestale-t, de szembekerült az Opera vezető tagjainak ellenállásával és a többi zeneszerző rivalizálásával. A premier Spontini mecénása, Josephine császárné segítségével valósult meg, de csak Jean-Baptiste Rey és Louis-Luc Loiseau de Persuis átrendezése után. A La vestale óriási sikert aratott, 1830-ig több mint kétszáz előadást játszottak.

## Szereplők
| Szerep                  | Hangnem      |
| Licinius római hadvezér | tenor        |
| Cinna, egy légió feje   | tenor        |
| Főpap                   | basszus      |
| Julia, fiatal Veszta    | szoprán      |
| A Nagy Veszta           | mezzoszoprán |
| Az Aruspices főnöke     | basszus      |
| Egy konzul              | basszus      |

## Az opera cselekménye
Helyszín: Róma
Idő: Krisztus előtt 269-ben

### Első felvonás
Licinius római hadvezér egy győztes hadjárat után visszatér Rómába, és megtudja, hogy szeretett Juliája Vesta papnője lett. Bár Julia megpróbálja elkerülni Licinius diadalát, megbízzák, hogy ajándékozzon neki egy koszorút. Licinius elárulja Juliának, hogy szándékában áll elrabolni és visszaszerezni őt.

### Második felvonás
A Vesta-templomban Julia őrzi az örök lángot, és imádkozik, hogy megszabaduljon a kísértéstől. Licinius megérkezik, és elragadtatott kibékülésük során a láng kialszik. Cinna azt tanácsolja Liciniusnak, hogy meneküljön. Juliát kihallgatja a főpap, de nem hajlandó megnevezni Liciniust. Hazugság vádjával halálra ítélik.

### Harmadik felvonás
Licinius könyörgése ellenére Juliát élve kell eltemetni. Még amikor be is ismeri, hogy behatolt a templomba, Julia azt állítja, hogy nem ismeri fel. Zivatar következik, amely során egy villám újra fellobbantja a szent lángot. Felismerve, hogy ez az istenek jele, a főpap és a Veszta-papnő elengedi Juliát, aki ekkor férjhez megy Liciniushoz.